# Mediální rada
Mediální rada je podle českého právního řádu kontrolní orgán, který vykonává kontrolu činnosti veřejnoprávních institucí. V České republice existují čtyři: Rada České televize, Rada Českého rozhlasu, Rada České tiskové kanceláře (ČTK) a státní úřad Rada pro rozhlasové a televizní vysílání (RRTV), který dohlíží na dodržování zákona napříč mediálním trhem a uděluje například licence pro vysílání soukromých stanic.

## Volby a složení
Všechny členy do mediálních rad volí hlasováním Poslanecká sněmovna Parlamentu České republiky. Kandidáty do Rady ČTK a RRTV navrhují přímo poslanecké kluby, zatímco kandidáty do Rady ČT a Rada ČRo navrhují “organizace a sdružení představující kulturní, regionální, sociální, odborové, zaměstnavatelské, náboženské, vzdělávací, vědecké, ekologické a národnostní zájmy”.  
- Rada ČT se řídí zákonem č. 483/1991 Sb., o České televizi, ve znění pozdějších předpisů.[3]
- Rada ČRo se řídí zákonem č. 484/1991 Sb., o Českém rozhlasu, ve znění pozdějších předpisů.[4]
- Rada ČTK se řídí zákonem č. 517/1992 Sb., o České tiskové kanceláři.[5]

## Nezávislost mediálních rad
V lednu 2020 Nadační fond nezávislé žurnalistiky spustil web, který souhrnně popisuje působnost mediálních rad a způsob volby členů. Kromě Rad ČTK a RRTV, kde politici přímo nominují kandidáty a je zřejmý politický vliv a zájem. U Rad ČT a ČRo je tomu předcházeno a zákon stanovuje, že členy rady nominují spolky zastupující „kulturní, regionální, sociální, odborové, zaměstnavatelské, náboženské, vzdělávací, vědecké, ekologické a národnostní zájmy“. Praxe je však odlišná a politici skrze spolky nominují spřízněné osoby, například kauza Hany Lipovské. Moc nad zvolenými drží vládnoucí strany, stejně jako u zbylých Rad. U Rady ČT a ČRo mají radní pravomoc volit a odvolávat statutárního zástupce, čímž mohou výrazně ovlivnit podobu zpravodajství. Způsob volení rad nevede plně k jejich odpolitizování.